# Blato (gmina Slovenske Konjice)
Blato – wieś w Słowenii, w gminie Slovenske Konjice. W 2018 roku liczyła 110 mieszkańców.